# Вейсхауз, Аладар
Аладар Вейсхауз (венг. Weisshaus Aladár; 21 декабря 1887, Будапешт — 21 ноября 1963, там же) — венгерский профсоюзный и политический деятель социалистического толка.

## Биография
Выходец из еврейской рабочей семьи, Аладар Вейсхауз по профессии был железнодорожником и с 1910 по 1918 год работал на Южной железной дороге. Стал активен в рабочем движении со времени Революции астр 1918 года, когда он был избран секретарём венгерского профсоюза железнодорожников. В том же году в знак протеста против постановления правительства, запрещающего железнодорожникам входить в Социал-демократическую партию Венгрии, он подал в отставку в пользу членства в партии, в которой тайно состоял с 1910 года.
Был приговорён к полутора годам тюремного заключения за участие в революционных событиях Венгерской Советской Республики в качестве члена Будапештского совета рабочих и солдатских депутатов (в общей сложности Вейсхауз в годы хортистского режима проведёт более 8 лет в заключении). После освобождения продолжал с 1920 по 1922 год сотрудничать в профсоюзной газете «Magyar Vasutas» («Венерский железнодорожник», под редакцией Енё Поса), с 1922 года занимался организацией подпольного рабочего движения железнодорожников. Был одним из разоблачителей пакта Бетлена-Пейера.
Сохраняя членство в СДПВ (на её конгрессе в 1924 году выступал в качестве спикера левой оппозиции), с 1923 года Вейсхауз стал членом реорганизованной нелегальной Партии коммунистов Венгрии (в 1924 году принимал участие в московском совещании компартии в качестве одного из немногих партийных руководителей, не оказавшихся в эмиграции, пытался сгладить противоречия между фракциями Белы Куна и Енё Ландлера, а также присутствовал на V конгрессе Коминтерна), а с 1925 года — также секретарём основанной коммунистами и левыми социал-демократами Венгерской социалистической рабочей партии.
В том же 1925 году он был арестован вместе с Матьяшем Ракоши и приговорён к одному году тюремного заключения за «антигосударственное подстрекательство». После освобождения он вернулся к руководству ВСРП, но обнаружил, что был исключён из компартии по обвинению в «ликвидаторстве» и том, что он якобы «ставит под угрозу развитие партии». В декабре 1926 года Вейсхауза с 21 товарищами исключили и из ВСРП; в ответ, полагая, что причиной стал низкий уровень теоретической подготовки однопартийцев, он начал организовывать марксистские кружки (в 1929 году Иван Хартштейн создаст на их базе Марксистский оппозиционный фронт — Marxista Ellenzéki Front).
Так и не добившись справедливого партийного суда, он организовал свою фракцию («Народное движение»), которая была заклеймена компартийным руководством во главе с Ракоши как «троцкистская» (полицейские донесения также называли Вейсхауза сторонником Льва Троцкого и IV Интернационала). Согласно полицейским же рапортам, «движение Вейсхауза» в 1935 году охватывало порядка 4 тысяч человек, тогда как численность компартии оценивалась в 10 раз ниже. Помимо организации марксистских кружков, он издавал газету «Új Szó», написал книгу по политэкономии (Társadalmi gazdaságtan) и пытался создать пространство для независимого рабочего движения, сотрудничая с политически различными группами — от анархо-синдикалистского профсоюза MÁMSZ до попыток работы внутри Радикальной партии Эндре Байчи-Жилински и Рабочей партии Иштвана Денеша.
В 1937—1942 годах вновь был заключён в тюрьму, после освобождения участвовал в антифашистском движении. После немецкой оккупации и нилашистского нацистского переворота благодаря друзьям смог скрыться от преследований. После войны многие сторонники его движения попытались вступить в Венгерскую коммунистическую партию.
В 1946 году был осуждён на Втором процессе по делу «Венгерского братства» (Magyar Közösség), с которым имел контакты, и приговорён к 3,5 годам тюремного заключения. В 1954 году был интернирован и освобождён только 4 февраля 1956 года. До своей смерти в 1963 году он уже не принимал участия в политической жизни. Вейсхауза впоследствии стали считать «первой коммунистической жертвой культа личности Ракоши». Похоронен на кладбище Фаркашрети.